# Isaac Gervaise
Isaac Gervaise (ur. przed 1680, zm. w 1739) – angielski kupiec, duchowny protestancki i ekonomista pochodzenia francuskiego. Autor jednego z pierwszych dzieł poświęconych ekonomii politycznej.

## Życiorys
Isaac Gervaise urodził się w drugiej połowie XVII wieku, najprawdopodobniej w Paryżu, w rodzinie hugenotów, która w latach 1681–1688 wyemigrowała do Anglii. W latach 1688–1720 pracował wraz z ojcem, Louisem (zm. ok. 1722), w Royal Lustring Company, manufakturze włókienniczej, do której wnieśli swój kapitał. Naturalizowany 20 kwietnia 1698 roku, w roku następnym został duchownym przełożonym wspólnoty hugenockiej przy Church of Leicester Fields (L'Eglise de Leicester Fields, obecnie Orange Street Congregational Church przy Leicester Square w Londynie). Przyjmuje się, że zmarł w Londynie w 1739 roku.
W 1720 roku opublikował traktat ekonomiczny The System or Theory of the Trade of the World, jedno z pierwszych dzieł poświęconych zagadnieniom z zakresu ekonomii politycznej. Była to zwięzła (jedynie 34 stronice) praca traktująca o naturze równowagi w handlu międzynarodowym. W odróżnieniu od innych prekursorów idei wolnego rynku, sformułowanej przez Adama Smitha, kładł główny nacisk na rolę dochodu, a nie cen produktów. Punktem wyjścia do jego rozważań było założenie, że dla każdego kraju stosunki pomiędzy produkcją a konsumpcją oraz eksportem a importem mają naturalną tendencję do dążenia do stanu równowagi. Jeżeli równowaga ta zostanie zakłócona przez nadmiar wolnego kruszcu na rynku, spowoduje to wzrost importu i odpływ kruszcu za granicę, co przywróci równowagę na rynku wewnętrznym. Konkluzją myśli Gervaise'a było stwierdzenie, że dla handlu najlepsza jest sytuacja, gdy jest swobodny i wolny. Był przeciwnikiem stosowania przywilejów i ograniczeń dla przedsiębiorców prowadzących handel międzynarodowy.
Pracę Gervaise'a odkrył ponownie profesor Jacob Viner z Princeton University, określając ją w swoim dziele Studies in the Theory of International Trade z 1937 roku jako bliskie rzeczywistości ukazanie natury równowagi oraz samoregulujących mechanizmów właściwej dystrybucji dóbr w handlu międzynarodowym. Reprint The System or Theory of the Trade of the World, ze słowem wstępnym Jacoba Vinera oraz wprowadzeniem J.M. Letiche'a, został opublikowany w 1954 roku nakładem Johns Hopkins Press.